# Pleurothallis scurrula
Pleurothallis scurrula är en orkidéart som beskrevs av Carlyle August Luer. Pleurothallis scurrula ingår i släktet Pleurothallis och familjen orkidéer. Inga underarter finns listade i Catalogue of Life.